# Titanio eoa
Titanio eoa là một loài bướm đêm trong họ Crambidae.